# Marcel Loumaye

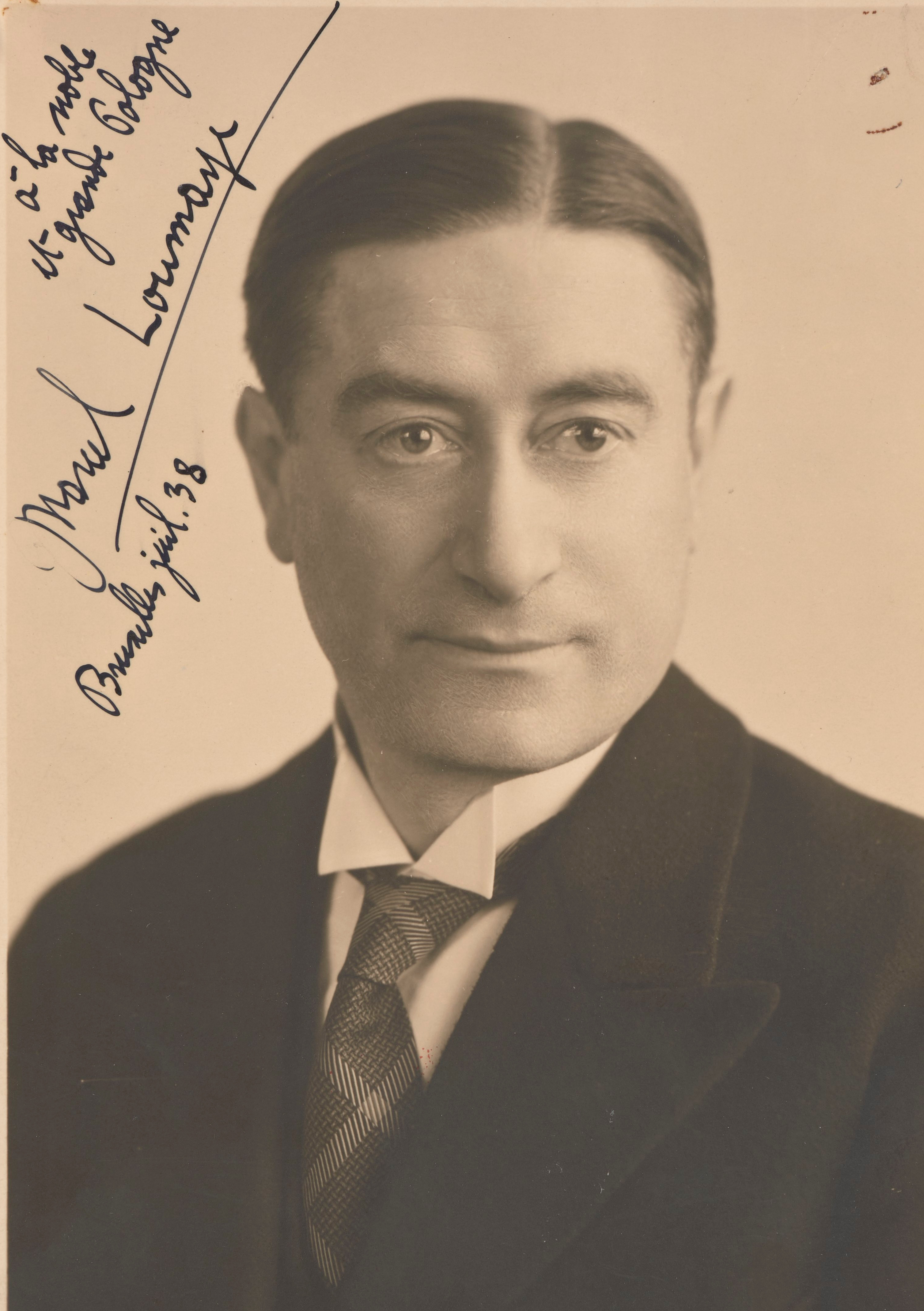
Marcel Loumaye

Marcel Alphonse Loumaye, né le 8 avril 1889 à Huy et décédé le 13 août 1956 à Knokke fut un homme politique libéral belge.
Loumaye fut juriste, professeur à l'ULg, élu conseiller provincial  et sénateur provincial de la province de Brabant (1935-1936) en suppléance de Armand Huysmans, décédé.
Parallèlement à sa carrière de juriste, Marcel Loumaye écrivit de la poésie dans sa jeunesse, Une grande partie de son œuvre est inspirée par la Première Guerre mondiale, où il décrit à la manière de Verhaeren la vie de soldats et les paysages. 

## Ouvrages
- L'Ombre de la guerre, Librairie d'action de la guilde, Paris 1920
- Les Vergers en fleurs du ciel de Flandre, le disque vert, Paris-Bruxelles 1923
- Le Visage dans la brume, Poème de l'exil, Edition Anthologies, 1927
- Poèmes de guerre, Edition Anthologie, 1930

## Sources
- Liberaal Archief
- http://culture.ulg.ac.be/jcms/prod_608768/fr/marcel-loumaye